# (14148) Jimchamberlin
(14148) Jimchamberlin est un astéroïde de la ceinture principale.

## Description
(14148) Jimchamberlin est un astéroïde de la ceinture principale. Il fut découvert le 25 septembre 1998 à Kitt Peak par le projet Spacewatch. Il présente une orbite caractérisée par un demi-grand axe de 2,34 UA, une excentricité de 0,12 et une inclinaison de 1,2° par rapport à l'écliptique.

## Compléments